# ミリオンシャンテンさだめだ!!
『ミリオンシャンテンさだめだ!!』は、片山まさゆきによる日本の麻雀漫画作品。『近代麻雀』（竹書房）にて1998年から2000年にかけて連載された。

## 概要
日本一配牌の悪い「ミリオンシャンテン男」宿命田が豪運めろん畑とともに学生麻雀の頂点に挑む。物語初期では学生麻雀を主軸においていたが、後半へ進むにつれて麻雀界の利権争いがメインとなっていく。

## 登場人物
名前の読み方については、基本的に作中で明記されているもののみ記載。

### 転倒大学麻雀研究会
宿命田 草太（さだめだ そうた）
転倒大学麻雀研究会。また、物語中盤で牌楽王戦Zリーグに所属、のちにYリーグに昇格し、その後、高血穂を除く研究会のメンバーと共に番寺が新設したプロ集団「デスペドーラ」に所属する。片山の過去作の主人公である豊臣や鉄壁と同じく、非常に背が低くデフォルメされて描かれる。また、めろん畑のフェロモンによって、よく体が溶けてゲル状になる。タイトルや冒頭部に描かれるように非常に配牌が悪いが、「往生際打法」と作中で称される、諦めないと同時に危険も見過ごさない、粘りと我慢の麻雀を打ち、時に悪配牌からやっとまとまった終盤に、危険牌を切らないためにシャンテンを落とすほど。目先の損得で見ている足本や木安目からは宿命田を下手と勘違いしているが、他の打ち手から、特に彼の打牌を見ていた者はその忍耐力を評価していた。基本的にどれだけいい麻雀を打っても配牌が良くなることは無いが、序盤の学生選手権で半荘だけ配牌がよかったことがある。だが、好配牌に慣れていないせいか下手な打ち回しをしてしまっていた。また、めろん畑が宿命田の配牌を代わりにとったとき、その手でダブルリーチをかけ、一発で三倍満をツモったこともある（正確には、宿命田が自分の運でないことを理由にアガりを拒否したため未遂）。
めろん畑 桃実（めろんばたけ ももみ）
スタイル抜群(特に巨乳)でおっとりした性格の帰国子女。(空気を読まないおっとり発言が多くおっとりしすぎで相手をイライラさせる一面も。しかし彼女には一切悪気はない。)大柄な体型。かなりの初心者で、多面待ちが分からず見逃したり（中には安目の見逃しとも取れるケースもある）、受け方を間違えてアガりを逃したり、見え見えの役満テンパイに振り込んでしまったりなど下手な打ち回しが目立つが、配牌が平均2シャンテン、配牌時にはたいていドラが二三枚、多いときは四枚入っているなど、配牌女王の異名を持つほど恵まれたツキを持つ。また、ツモも強い。一巻あとがきによると、「レッドカブラ」という作品から引っ張ってきたキャラ（足本、天照、北半球も同様）であるが、こっちは帰国子女であるなど、設定は大きく異なる。紅一点をさらに活かすためか、作中で同じ日・同じ半荘であっても話数が変わると服装が変わっている場合が多い。（麻雀やろうぜ!)の麻雀ゲームにもゲスト出演したが、打ち方にセオリーはないという初心者向けの設定だった。プレイヤー選択時の自己紹介セリフは「はい、よろしくおねがいします」だった。アガっても安上がりがほとんどでまぐれアガりが多い。
足本（あしもと）
常に帽子を被っている。痩せており、また頭部も細長い。バック（後付け）を得意とする。そのために門前を崩して窮屈な手恰好に構えたり、日暮＆大泉戦では片和了りゆえに和了を逃がしたりしていた。
木安目（きやすめ）
足本とは対照的に、肥満体型でメガネをかけている。自分の手がアガれないと見ると、鳴きまくって役なしの形テンをとりノーテン罰符を狙う「見切り形テン」を特技とする。相手の絞りで手を止める効果があるが、速攻されれば逆に手が出ない。
天照 ベランダ（あまてらす ベランダ）
麻雀研究会のOB。「偉い俺」が口癖。迷彩で牌を引き出す麻雀を打つが、極限堂には「もうかなり古いですよ」と切り捨てられ、めろん畑の後ろでアドバイスした際は、ツモで数巡早和了り出来たことと、得点が下がっていた。しかし、温泉研究会とのイカサマ同然の相手からは、逆に彼も卑怯な手段で対抗していた。
高血穂（たかちほ）
麻雀研究会の新人。「キチンとした人間」を自称しており、対局相手が荒い麻雀を打つと怒り出し、ついにはキレる。その所為で雀荘を出入り禁止になっており、そこを裏方メンバーを必要としていた宿命田たち転倒大学麻雀研究会に勧誘された。そのことからコードネームを出禁（デキン）とされた。結局裏方に回って以降、一度も麻雀を打っていない。それどころか、坩堝・目交戦の直後に登場して以降、フェードアウトして最終回のひとコマ以外出番が無くなった。ただし、自分が勝てば一気に怒りが冷めたり宿命田の負けを自分との交代だと喜ぶなど、実はマナーとは別の点で問題がある。

### 名門大学麻雀研究会
極限堂 静流
サムライの異名をもつ、名門大学のエース。沈着冷静ながら熱い闘志を秘めており、基本に忠実かつ我を通す麻雀を打つ。また、学生麻雀大会の執行委員長でもある。大会でめろん畑と互角に打ち合ってから彼女を好敵手として認めるようになる。

### 本命大学麻雀研究会
等々力 渓吾（とどろき けいご）
牌楽王Bリーグの学生プロ。自信家で鼻っ柱が強く、デスペドーラの紹介記事でも鼻っ柱という二つ名がついていた。一度大勝しただけで勝負をしようとしなくなった番寺を敵視しており、デスペドーラと牌楽王の戦いでは番寺に待ちを合わせて狙い撃ちしたこともあった。しかし、逆に大局的な勝敗を逃がす一因となってしまった。
日暮 里志
相手に対応する柔らかい麻雀を打つが、坩堝・目交コンビとの対局のように意図的に荒れた特殊な場を作られるとそれに惑わされてしまうという弱点を持つ。また、麻雀選手権において八百長を持ちかけられ金を受け取ったとき、仲間から「こいつ生き方まで柔らかいぜ」と称されていた。
大泉 学
牌楽王Cリーグの学生プロ。カウンターの異名を持ち、相手の点数を完璧に把握している。本人曰く「安全圏にいてこそ力を発揮できる男」だが、実際は安全圏にいるときとそうでないときとやることは同じである。
板橋 徳丸
初登場時、マイナス12の三着を取って番寺から平手打ちを受けていた。その直後の宿命田との対局では唯一宿命田の配牌がよかったが、宿命田が好配牌に慣れていない為に悪手ばかり打ってしまい、トップを取っていた。
番寺 斗仁雄
牌楽王Aリーグのプロで、本命大学のコーチ。ヘビー級ボクサーの異名を持つ、極限堂と同じ切り込むタイプの打ち手。金のしがらみの無い麻雀組織を作ると極限堂に対し発言していたが、その一方で橋須戸から八百長のための賄賂を受け取っていた過去を持つ。物語中盤で、個性を重視する麻雀プロ組織「デスペドーラ」を設立する。

### そのほかの大学の麻雀研究会
芥川 泥乃介（あくたがわ どろのすけ）
利腕大学麻雀研究会所属。破天荒な喰い仕掛けで場の流れをぶつ切りにし、そこに自分の流れ、濁流を作り出すという濁流打法の使い手で、初登場で本命大の大泉をハコにするという強さを見せ付けていた。彼の麻雀は相手の捨て牌を無理矢理鳴くことで流れをかき回すが、その打ち筋は彼の少年時代からツキのなかった過去に由来する。だが同時にその喰い流しは宿命田に味方することも多く、また自分も濁流に飲み込まれたり、大泉に積極的に牌を鳴かされ、そこで出来た流れを日暮に対応されるなど、弱点も存在する。
熊殺 心臓
度胸大学麻雀研究会所属。勝ち負けよりも度胸に重点（和了と関係ない物を切るのではなく、不要牌が危険なもの）をおいていて、「度胸○○○（基本的に漢字三文字 ）!!」と叫んで無筋や危険牌を叩き切る。そしてよく振り込む。そのためアガる事も稀で、四巻ではようやく劇中で初めてアガったことをネタにしていた。しかし、逆にコンビでは通った時に味方の安全牌を作るなど、独特の活躍を見せる。

### 牌楽王戦
橋須戸（はしすど）
麻雀プロ団体、牌楽王戦の代表で、麻雀界を統一し牌楽王戦を巨大な組織にした張本人。スジ引っ掛けや対子落とし狙いを多用する、自他共に「ドス黒い」と言う麻雀を打つ。しかし、観戦中は自軍の不利になるやチャンネルを変えて逃避しようとするなど、どこかコミカルな面を持つ。
葱間（ねぎま）塩焼
牌楽王Aリーグプロで、物語後半からデスペドーラに所属する。予測不可能な打ち回しをすることからびっくり箱の異名を持つ。
津久根（つくね）卵太
牌楽王Aリーグプロで、葱間と同様に物語後半からデスペドーラに所属する。常に無気配で、テンパイを悟られることがなかなか無い。作中で彼のダマテンを見抜いたのは番寺ぐらいである。
砂被（すなかぶり）漠
Zリーグ所属で、鳥取出身。語尾に「スナ」をつけている。
生葉（なまは）源造
Zリーグ所属で、秋田出身。
海老府りゃあ
Zリーグ所属で、名古屋出身。語尾に「だぎゃあ」をつける。
坩堝（るつぼ）・目交（めくばせ）
両者ともBリーグ所属。二人でツインを組み、ヘルと呼ばれるコンビ打ちで戦う。使用した順番に、二人でそれぞれ一色ずつの染め手をつくり、相手の手牌を縛るツインカラーヘル、数牌をポンする、合わせ打つなどして横への伸びを壊し意図的に対子場を作るピースクラッシュヘル、片方が囮のリーチで相手を足止めしている間にもう片方が大物手のリーチをかけるタイムラグリーチヘル、タンヤオとチャンタの裸単騎を作って現物以外何も切れなくさせる（ただしこちらもリーチで押されたときに何も切れない）禁断のヘルがある。
下隅（さげすみ）
Aリーグ所属。格下相手にめっぽう強い「見下し打法」の使い手。
殿方（とのがた）
Aリーグ所属。通称ドラ殿。配牌でめろん畑並にドラを持ってくる。
ジョニー別府・裸十萬（らとまん）
牌楽王とデスペドーラとの戦いで、共に牌楽王の大将を務めた二人。ジョニーは周囲に万年Bリーグと蔑まれていたが、その実はBリーグの成績をすべて操作していた天才。また裸十萬も同様にAリーグを操作していた。以前はその実力を以って多くの博打打ちを葬り去り、カタギの人間からは土地や店を取り上げてきた。しかしその所為でツキが無くなり、宿命田と同程度の配牌しか来なくなり、和了っても裏ドラは乗らず、作中では良くて2飜しかない（橋須戸いわく『そのえげつない勝ちっぷりに、麻雀が彼らを見放した』『奴等の麻雀は本質と対極』）。だがそのツキの無い状態からでも必ずアガリを逃さない打ち筋（ジョニースペシャル）で戦う。さらに、彼らと対局していると、次第に対局者もツキが無くなる。めろん畑さえも宿命田や彼ら並に配牌が悪くなった。
高得点とは無縁で、地道に低得点を連荘して積み上げる麻雀漫画の強者では異色と言えるタイプである。

### その他
北半球 覇子（きたはんきゅう はこ）
興奮女子短大に通う女性。等々力の元恋人だったが、初登場時に等々力がラスを引いた罰として番寺に殴られているのを目撃し、彼に見切りをつけて一方的に振った（もっとも、彼女と等々力が直接会話する描写はその後も最後まで見られない）。麻雀が強い男が好きで、またかなりの自信家。等々力がハコラスを引いた半荘でトップをとった宿命田を狙って接触し以降レギュラーとして宿命田たちと行動を共にする。また、以前にも極限堂に近寄ったが、「恋人が居るから」と断られていたようだ。最終回でも、日暮に「つきあってあげてもいいのよ」と言っていた。その後、学生大会で本命大学の面々と共に会場に現れたが、結局日暮と交際しているのか、等々力とよりを戻したのかは不明である。麻雀の実力は高いとは言えず、それどころか配牌時に「6ってどこから取るの！？」と足本たちに聞いていた。しかし、逆に素人の非合理打牌に、経験者が翻弄されることも。「さだめだ!!」だけでは分かりにくいが、彼女も「レッドカブラ」からのキャラクターである。